# 三遊亭ぐんま
三遊亭 ぐんま（さんゆうてい ぐんま、1985年10月25日 - ）は、落語協会に所属する落語家。三遊亭白鳥門下の二ツ目。本名∶相原 祐也。群馬県渋川市（旧子持村）出身。出囃子は「傀儡師」、定紋は「三ツ組橘」。

## 経歴
2015年、三遊亭白鳥に入門。2016年9月21日、前座となる。前座名「ぐんま」。
2020年5月21日、林家彦三、柳家小はだと共に二ツ目昇進。師匠（にいがた→新型→新潟）や兄弟子（あおもり→青森）の昇進時と異なり改名せず。

## 活動
2018年春、群馬県出身の若手落語家4名にて同県の全35市町村で公演を催す趣旨の落語家ユニット「上州事変」を結成する。メンバーはぐんまのほか、林家つる子・柳家小もん・立川がじら。群馬県民の日である10月28日に群馬会館にて旗揚げ公演を実施した。
林家彦三、三遊亭花金、昔昔亭昇と共に勉強会を開催している。

## エピソード
- 幼少期からプロレスラーを志し、群馬県立前橋西高等学校ではレスリング部に所属。グレコローマンの選手として全国大会で5位入賞の実績を持つ[2][3]。身長が伸びずプロレスラーの夢を断念した[4]。
- 高校卒業後、ロックバンド「HARACHIKA-グレコ」のボーカル「グレコまん」として12年間音楽活動をしていた[2][5]。
- 大日本プロレスのリングの上で落語を演じたことがある[4][6]。

## 出演
- 笑点特大号「超若手大喜利」（2023年10月24日、BS日テレ）